# يوم تعري الصدر

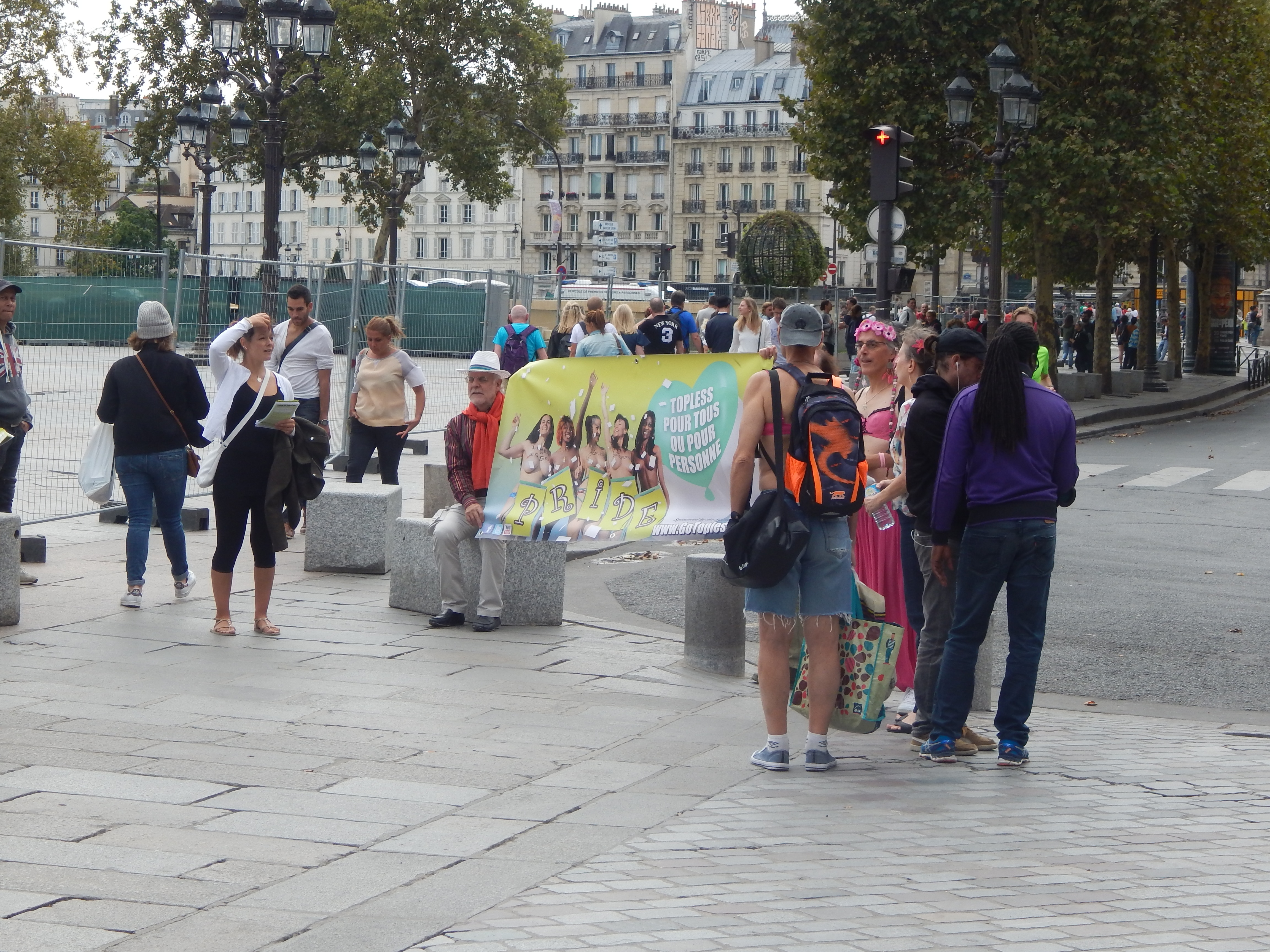

يوم تعري الصدر (بالإنجليزية: Go Topless Day)، أو يوم تعري الصدر العالمي، هو حدث سنوي يقام لدعم حق المرأة في تعرية الصدر كالرجل في الأماكن العامة على أساس المساواة بين الجنسين. يُحتفل بالقوانين المساندة لحرية تعرية الصدر، ويُحتج في الولايات الأمريكية التي يُحظر فيها عري الصدر.

## المُنظم
بدأ الحدث السنوي في عام 2007 من قِبل مجموعة «كن عاري الصدر» Go Topless، وهي مجموعة من نيفادا شكلها كلود فورهيلون، زعيم الحركة الرائيلية، وهي ديانة تؤمن بالأجسام الطائرة الفضائية. دعمت هذه المنظمة احداثًا في بلدان أخرى.
«طالما بإمكان الرجال أن يكونوا عراة الصدر، يجب أن يكون للمرأة نفس الحق الدستوري أو أن يُجبر الرجل أيضًا على ارتداء شيء يخفي صدره».- كلود فورهيلون

## التاريخ
بدأ يوم تعرية الصدر العالمي ردًا على اعتقال فينيكس فيلي (جيل كوكارو)، وهي ناشطة في مجال تعرية الصدر واعتُقِلت لكونها عارية في نيويورك في عام 2005. قامت سلطات مدينة نيويورك بالتسوية مع فيلي مقابل 29,000 دولار نظرًا لكون العري أمر قانوني في نيويورك.
عُين يوم تعرية الصدر يوم الأحد الأقرب ليوم 26 أغسطس، وهو يوم المساواة للمرأة، يصادف هذا اليوم في عام 1920 الموافقة على حق المرأة في التصويت (في عام 1971، أعلنه الكونغرس الأمريكي يوم المساواة للمرأة). يشجع هذا الحدث النساء على تعرية الصدر في الأماكن العامة، ويشجع الرجال على تغطية صدورهم من خلال ارتداء البرازيليين أو البيكينيات.

## الأحداث
في عام 2008، نُظِم أول يوم لتعرية الصدر.
في عام 2009، أول احتفال باليوم الوطني لتعرية الصدر في 23 أغسطس في الولايات المتحدة.
في عام 2011، نُظم «يوم تعرية الصدر» في الولايات المتحدة الأمريكية في 24 أغسطس. شارك المتظاهرون، رجالًا ونساء، في التجمعات التي عقدت في 12 ولاية أمريكية، بما في ذلك كاليفورنيا، نيويورك ونورث كارولينا. استخدمت النساء اللائي شاركن في الاحتفال حلمات اللاتكس المزيفة أو الملصقات لتغطية حلماتهن وتجنب الاعتقال بسبب القوانين في بعض الولايات التي تحظر على النساء إظهار الهالة والحلمات في الأماكن العامة. أظهر المتظاهرون لافتات كتب عليها «لدى الرجال والنساء حلمات. لماذا يجب على النساء وحدهن إخفاءها؟» و «المساواة في حقوق التعري للجميع أو لا حقوق لأي شخص». كان العديد من الرجال الذين انضموا إلى المظاهرة يرتدون حمالات الصدر والبيكيني للاحتجاج على الازدواجية، التي تسمح للرجال بإظهار صدرهم العاري، لكن يُحظر ذلك على النساء في الأماكن العامة.
في عام 2011، احتفلت كندا بيوم تعرية الصدر لأول مرة. عُقد تجمع يوم تعرية الصدر الكندي لعام 2011 في تورنتو، أونتاريو، في 28 أغسطس/آب. ذهبت عشرين امرأة عارية الصدر ذهابًا من كوين ستريت إيست إلى شاطئ كيو على شاحنة صغيرة تعزف أغنية «ثورة» لفرقة البيتلز بصوت عالٍ. وفقا لديان بر يسبوا، المتحدثة باسم يوم تعرية الصدر في كندا، «هذه ليست مسابقة جمال. إنها تتعلق بالحرية. لدينا دعم؛ هناك الكثير من الرجال الذين حضروا إلى أحداثنا أيضًا».
حصلت النساء في كندا على الحق في إظهار أثدائهن في الأماكن العامة عام 1996 عندما ألغت محكمة استئناف أونتاريو إدانة جوين جاكوب في عام 1991، قائلة: «لم يكن هناك شيء مهين أو لا إنساني بشأن قرارها خلع قميصها في مكان عام».
في عام 2011، تجمعت نساء عاريات الصدر في منتزه براينت في مدينة نيويورك في يوم تعرية الصدر، بينما اكتفى الرجال بالملاحظة. نظمت 30 مدينة مظاهرات في الولايات المتحدة.
في عام 2013، عُقد «يوم تعرية الصدر» في الولايات المتحدة الأمريكية في 25 أغسطس، واحتفل بالذكرى السادسة للحدث. كانت هناك مظاهرات في 40 مدينة. طُلب من الرجال الذين يدعمون المجموعة أن يغطوا ثيابهم الخاصة بالملصقات أو حمالات الصدر.
في عام 2014، عُقد يوم «يوم تعرية الصدر» في الولايات المتحدة الأمريكية في 24 أغسطس.
في عام 2015، عُقد يوم تعرية الصدر في الولايات المتحدة في 23 أغسطس. كانت ذكرى يوم تعرية الصدر السنوي الثامن. في إدنبرة، احتج نحو 50 شخصًا على الميل الملكي لمدة ساعتين.
في عام 2016، عُقد «يوم تعرية الصدر» في الولايات المتحدة في 28 أغسطس / آب. كان يوم تعرية الصدر السنوي التاسع.